# حرکت از انطاکیه به اورشلیم در نخستین جنگ صلیبی

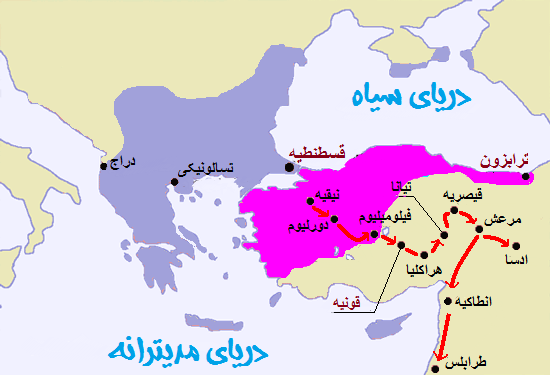
مسیر نخستین جنگ صلیبی از میان آسیا

حرکت از انطاکیه به اورشلیم در نخستین جنگ صلیبی (انگلیسی: March from Antioch to Jerusalem during the First Crusade)، حرکت به سمت جنوب صلیبیون پس از تصرف انطاکیه به سمت اورشلیم طی جنگ صلیبی اول که از ۱۳ ژانویه ۱۰۹۹ آغاز شد و تا ۷ ژوئن ۱۰۹۹ که سپاه صلیبی به اورشلیم — که در سال ۱۰۹۸ توسط فاطمیان تسخیر شده بود — رسید، ادامه یافت.

## قبل از حرکت به سمت اورشلیم
در همین میان، سپاه صلیبیون به سوی انطاکیه که تقریباً در نیمهٔ راه اورشلیم و قسطنطنیه قرار داشت، حرکت کرد. استفان بلوآ این شهر را، «شهری فراتر از باور و بسیار مستحکم و غیرقابل تسخیر» توصیف کرده‌است و ایدهٔ گرفتن شهر با حملهٔ مستقیم باعث سستی صلیبیون گردید. به جای آن، آن‌ها به وادار کردن شهر به تسلیم، یا پیدا کردن خیانتکاری درون شهر امید بسته بودند. (تاکتیکی که در گذشته نیز در انطاکیه روی داده بود و منجر به سلطهٔ بیزانسی‌ها و پس از آن ترکان سلجوقی گشته بود) سپاه صلیبی در ۲۰ اکتبر ۱۰۹۷، انطاکیه را محاصره کرد. در طول تقریباً هشت ماه محاصره، آن‌ها مجبور شدند دو سپاه بزرگ کمکی به فرماندهی دقاق و فخرالملوک رضوان، امیران حلب و دمشق را شکست دهند. انطاکیه چنان شهر بزرگی بود که صلیبیون نیرو و سرباز کافی برای محاصرهٔ کامل آن در اختیار نداشتند، و در نتیجهٔ این امر، به شهر کمک و پشتیبانی رسانده می‌شد. در ۴ مه ۱۰۹۸، ناوگانی از صلیبیون انگلیسی به آنجا رسید و حامل نیروهای کمکی و بسیاری از تجهیزات و تدارکات مورد نیاز برای آنان بود. به لطف این نیروها و تجهیزات فراهم شده حلقه محاصره شهر کامل گردید.

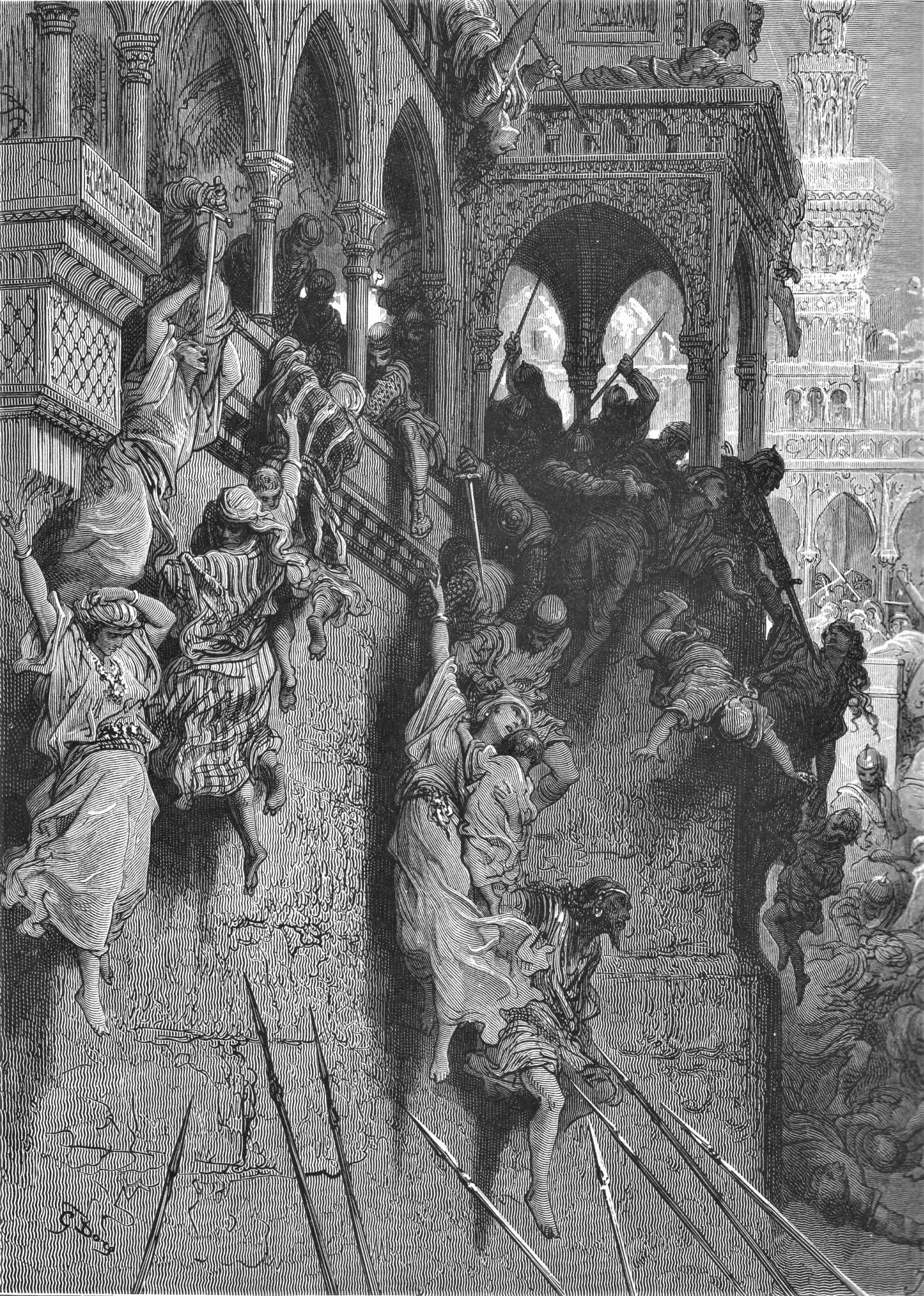
قتل‌عام انطاکیه. نقاشی از گوستاو دوره (۱۸۷۱)

در اوایل ماه مه ۱۰۹۸، کربغا، اتابک موصل به همراه نیروهایی از دیگر مناطق عراق و ایران و جمعی از نیروهای امیر ارتقی شمال سوریه از موصل برای پایان دادن به محاصره به سوی انطاکیه حرکت نمود. در پی رسیدن این اخبار به صلیبیون آنان به سرعت به چاره‌اندیشی برای مقابله با این تهدید بسیار بزرگ افتادند. بوهموند توانست یک نگهبان ارمنی تازه مسلمان به نام فیروز را بخرد تا برجش را تسلیم نماید. در نتیجه، در ۳ ماه ژوئن صلیبیون وارد شهر شدند و بسیاری از ساکنان مسلمان آن را قتل‌عام کردند. گرچه، تنها چند روز بعد در ۷ ژوئن سپاه کربغا از راه رسید، و صلیبیون را در انطاکیه محاصره کرد. برطبق گفتهٔ ریموند آگلیرز، در همین هنگام بود که راهبی به نام پیتر بارتولومیو، ادعا کرد که نیزه مقدس را در شهر یافته‌است، و گرچه برخی افراد دیرباور درمیانشان وجود داشت، ولی این رویداد به عنوان نشانه‌ای برای پیروزی آن‌ها قلمداد شد.
صلیبیون در ۲۸ ژوئن ۱۰۹۸، سپاه کربغا را در نبردی تن به تن و خارج از شهر شکست دادند. دلیل این پیروزی صلیبیون، ناتوانی کربغا در سازماندهی گروه‌ها و دسته‌های مختلف سپاهش بود. هنگامی که صلیبیون به سوی مسلمانان حرکت می‌کردند، دسته‌ای از سپاه مسلمانان که گمان می‌کردند با پیروزی کربغا بر صلیبیون قدرتش بسیار بیشتر می‌گردد به همراه دقاق، امیر دمشق از میدان جنگ گریختند و با فرارشان وحشت را به دل سپاهیان کربغا انداختند و در پی این رویداد امیر ارتقی و امیر حمص نیز از میدان گریختند و سپاه ترکان درهم شکست و همگی گریختند و شمار بسیاری نیز در هنگام تعقیب به دست صلیبیون کشته‌شدند. یکی از فرماندهان صلیبی، در اسکندرون به نام استفان بلوآ با آگاهی از وضعیت ناامید کنندهٔ انطاکیه در پیش از شکست کربغا، شام را ترک کرد و در راه بازگشتش به فرانسه به امپراتور الکسیوس و سپاهش که در راه یاری صلیبیون بودند نیز هشدار داد و امپراتور نیز تصمیم گرفت به قسطنطنیه بازگردد. تصمیم به بازگشت الکسیوس و رها کردن جنگ در نظر صلیبیون خیانتی بزرگ بود و رهبران صلیبی، به ویژه بوهموند، با استفاده از این فرصت ایجاد شده، سوگندهای وفاداریشان نسبت به الکسیوس را باطل اعلام کردند. در همان‌هنگام بوهموند ادعای حکومت انطاکیه را نمود، که با واکنش منفی دیگر رهبران به ویژه ریموند تولوز مواجه گشت. در نتیجه به دلیل سرگرم شدن اشراف در میان خودشان، ادامهٔ جنگ‌صلیبی و حرکت به سوی سرزمین مقدس برای شش ماه به تأخیر افتاد. هنگام بحث در مورد این دوره، یک دیدگاه تاریخ‌نگاری عام که توسط برخی از محققان مطرح شده این است که، فرانک‌های شمال فرانسه، پروانسی‌های جنوب فرانسه و نورمن‌های جنوب ایتالیا خودشان را «ملت‌های» جداگانه می‌نامیدند، و از آنجایی که هریک تلاش داشتند جایگاه خودشان را بهبود دهند، موجب ایجاد درگیری و اغتشاش می‌شدند. تاریخ‌نگاران دیگری نیز در کنار اختلافات نژادی، مقصر و دلیل اصلی این درگیری‌ها را جاه‌طلبی‌های شخصی بر سر قدرت میان رهبران صلیبی دانسته‌اند.
در همین حال، یک بیماری همه‌گیر شیوع یافت و بسیاری از صلیبیون مانند نمایندهٔ تام‌الاختیار پاپ، آدهمار لپوی را به کام مرگ کشاند. در این زمان تعداد اسب‌ها حتی کمتر از قبل بود و بدتر از آن، دهقانان مسلمان منطقه از دادن و تأمین آذوقهٔ صلیبیون خودداری می‌کردند. در ماه دسامبر و پس از محاصره و تسخیر شهر عرب‌نشین معره‌نعمان صلیبیون در چنان وضع وخیمی قرارداشتند که برای رهایی از گرسنگی وادار به آدم‌خواری گردیدند. رالف کان نوشته‌است: «در معره‌نعمان، نیروهای ما کافران بالغ را در دیگ‌های پخت‌وپز، می‌پختند و بچه‌ها را نیز به سیخ کشیده و بریان شده حریصانه می‌خوردند». در همین هنگام، شوالیه‌ها و سربازان دون‌پایه‌تر به‌طور فزاینده‌ای بی‌قراری می‌کردند و خواستار ادامهٔ حرکت به سوی اورشلیم بودند و رهبرانشان را مجبور به پذیرش این کار نمودند. سراجام در آغاز سال ۱۰۹۹، صلیبیون با برگزیدن بوهموند به عنوان نخستین شاهزاده انطاکیه، راهپیمایی به سوی اورشلیم را دوباره آغاز کردند.

## پیشروی به سمت اورشلیم
در جریان پیشروی به سوی اورشلیم در ساحل مدیترانه، صلیبیون به دلیل صلح‌جویی حاکمان محلی و آمادگیشان برای تهیه آذوقه و تجهیزات مورد نیاز صلیبیون، با مقاومت کمی روبرو شدند و تنها مجبور به محاصرهٔ عرقا گشتند که آن را نیز نیمه کاره رها کرده و به ادامهٔ مسیر پرداختند.
افتخارالدوله، فرماندار فاطمی اورشلیم، که از رسیدن صلیبیون آگاه شد، همهٔ ساکنان مسیحی اورشلیم را از شهر اخراج کرد تا احتمال سقوط شهر را به‌خاطر خیانت داخلی کاهش دهد؛ همچنین او بسیاری از چاه‌های اطراف بیرون شهر را نیز مسموم نمود. هنگامی که صلیبیون در ۷ ژوئن به اورشلیم رسیدند، تنها چند سال بود که فاطمیان این شهر را از سلجوقیان بازپس‌گرفته بودند. بسیاری از صلیبیون پس از دیدن شهر و به پایان رسیدن سفر بسیار طولانیشان گریستند.

## رسیدن به اورشلیم و محاصره شهر
صلیبیون هنگامی که به حومهٔ اورشلیم رسیدند با منطقه‌ای خشک و بدون گیاه و خالی از منابع آب و غذا مواجه شدند. در این مکان، هیچ دورنمایی برای رسیدن نیروی‌امدادی وجود نداشت و حتی بیم حملهٔ قریب‌الوقوع حاکمان محلی فاطمی نیز می‌رفت. هیچ امیدی به تلاش برای محاصره کردن شهر مانند آنچه در انطاکیه روی داده‌بود، وجود نداشت و صلیبیون از جنگجویان، پشتیبانی، آذوقه و زمان کافی برخوردار نبودند. در مقابل، آن‌ها تصمیم گرفتند تا مستقیماً به شهر یورش ببرند. صلیبیون دارای انتخاب‌های محدوی بودند زیرا برطبق تخمین‌ها از نیروی آنان، تنها ۱۲٬۰۰۰ نفر شامل ۱۵۰۰ سواره‌نظام باقی‌مانده بود. گادفری و تنکرد، در شمال شهر اردوگاهی ساخته بودند، ریموند اردوگاه خود را در جنوب شهر برپا کرد. علاوه بر این، نیروهای پروانسی نیز در ۱۳ ژوئن و در نخستین حمله شرکت نکردند. این اختلافات در میان سپاه صلیبیون به وحدت عمل آنان صدمه می‌زد. در نخستین حمله که احتمالاً بیشتر برای گمانه‌زنی از میزان توان استحکامات صورت پذیرفت، صلیبیون پس از رخنه کردن به دیوار بیرونی، در نفوذ به دیوار درونی شهر ناکام ماندند.
در جلسهٔ پس از شکست نخستین حمله در بین رهبران مختلف صلیبیون برسر لزوم هماهنگی بیشتر در حملات آینده توافق شد. در ۱۷ ژوئن، گروهی از دریانوردان جنوایی تحت فرمان، برادران امبریاکو وارد بندر یافا شده و سپاه‌صلیبی را با مهندسین ماهر و به احتمال زیاد با قطعات الوارهای چوب کشتی‌هایشان برای ساختن برج‌ها و ابزارآلات محاصره تجهیز کردند. در همین هنگام کشیشی به نام، پیتر دزیدریوس مدعی شد که اسقف آدهمار را در خواب دیده‌است. او همگان را به سه روز، روزه گرفتن و سپس با طواف دیوارهای اورشلیم با پای برهنه، واداشت، و گفت که پس از آن، همانند اتفاقی که در داستانی در کتاب مقدس که در مورد محاصره اریحا بوسیلهٔ یوشع روی داده‌بود، شهر سقوط خواهد کرد. پس از سه روز روزه، در ۸ ژوئیه، صلیبیون مراسم طواف دسته‌جمعی را به همان صورت که دزیدریوس به آنان آموخته بود، اجرا نموده و مراسم در کوه زیتون و با موعظهٔ پیتر راهب پایان یافت؛ و اندکی پس از این ماجرا، گروه‌های گوناگون صلیبی که با یکدیگر اختلافات شدید داشتند، پیمان به ایجاد روابط حسنه و کنار گذاشتن اختلافات بستند. خبرهای حرکت و خروج سپاه کمکی فاطمیان از مصر، به سپاه صلیبیون نیز انگیزه‌ای بسیار قوی برای حمله‌ای دیگر به شهر داد.

حملهٔ نهایی به اورشلیم در ۱۳ ژوئیه آغاز شد؛ نیروهای ریموند به دروازه جنوبی حمله کرده و در همان هنگام، گروه‌های دیگر به دیوار شمالی حمله نمودند. در ابتدا پروانسی‌ها در دروازه جنوبی پیشرفت کمی داشتند، اما وضعیت نیروها در دیوار شمالی در حالت بهتری قرار داشت؛ آنان آرام ولی به صورت پیوسته در حال از میان برداشتن مدافعان شدند. در روز ۱۵ ژوئیه، یورش نهایی در هر دو سمت شهر آغاز شد و در نهایت استحکامات لایهٔ درونی دیوار شمالی، تسخیر گشت. هراس به وجود آمده ناشی از این رویداد در مدافعان، آنان را بر آن داشت تا دیوارهای شهر را در هر دو سوی شهر رها کنند و در نهایت به صلیبیون اجازه دهند که وارد شهر شوند.

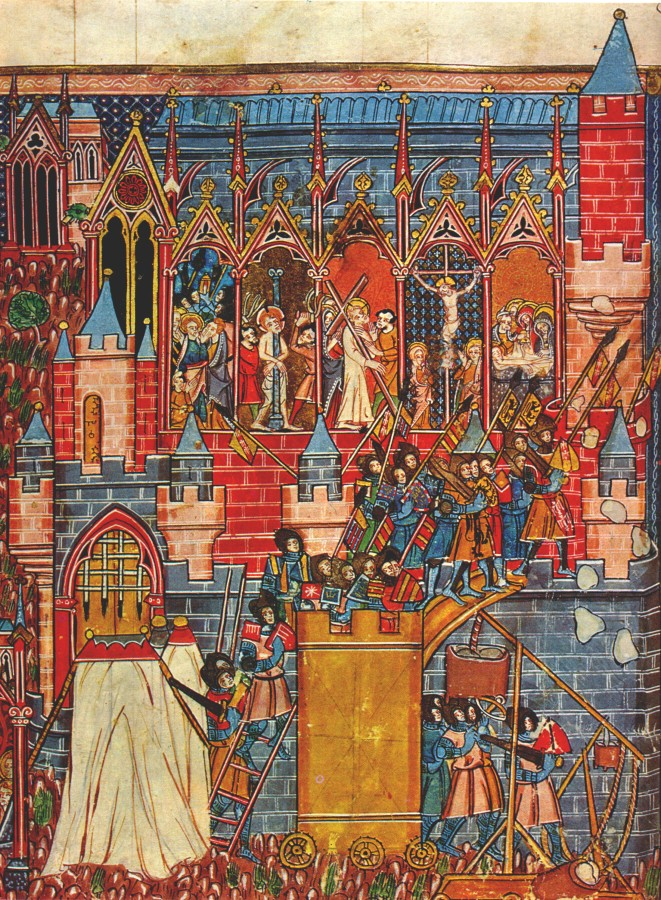
محاصره اورشلیم، تصویر شده در نسخه‌ای خطی از قرون وسطی

پس از حمله موفقیت‌آمیز به دیوار شمالی، مدافعان درحالی که توسط تنکرد و مردانش تعقیب می‌شدند، به سمت حرم شریف فرار کردند. پیش از آنکه مدافعان بتوانند منطقه را تسخیر کنند و سنگر بگیرند، مردان تنکرد به آنجا حمله کرده و بسیاری از مدافعان را سلاخی کردند و بازماندگان نیز در مسجد الاقصی پناه گرفتند. تنکرد کشتار را متوقف کرد و اعلام کرد، کسانی که در مسجد هستند مورد حمایت او و در امان خواهند بود. هنگامی که مدافعان دیوار جنوبی، دربارهٔ رویداد سقوط دیوار شمالی شنیدند، به سمت ارگ گریخته و اجازه دادند تا ریموند و پروانسی‌ها نیز وارد شهر شوند. افتخارالدوله، فرمانده پادگان شهر، در پی قراردادی با ریموند، ارگ را در قبال حفظ جان خود و محافظانش تسلیم او کرد و در عوض با امنیت و درپناه سپاه ریموند، به اشکلون رفت.
گزارش‌های شاهدان عینی در میان سپاه صلیبیون، تأیید کنندهٔ درستی رویداد کشتار فجیع و بسیار بزرگ پس از محاصره است. با این وجود، برخی از مورخان گفته‌اند که مقیاس این کشتار در منابع قرون وسطایی، بیش از حد بزرگنمایی شده‌است.
کشتار در ادامهٔ روز نیز ادامه یافت. تمام مسلمانان کشته شده و یهودیانی که در کنیسه جامع پناه گرفته بودند، بوسیلهٔ صلیبیون و همراه با کنیسه‌شان به آتش کشیده شدند. روز بعد، زندانیان تنکرد در مسجد الاقصی نیز کشته شدند. با این وجود، واضح است که برخی از مسلمانان و یهودیان این شهر از این کشتار، جان سالم به در برده یا فرار کردند یا برای دریافت خون‌بها، به اسارت درامدند. جمعیت مسیحی شرقی این شهر، پیش از محاصره توسط فرماندار شهر اخراج شده بودند و بدین ترتیب از این کشتار، جان سالم بدر بردند.

## یادداشت
1. ↑  Madden, Thomas F. The New Concise History of the Crusades page 33 (Rowman & Littlefield Pub. , Inc. , 2005). The تاریخچه‌ی سوری ۱۲۳۴ یکی از منابعی است که ادعا کرده‌است که همه‌ی مسیحیان اورشلیم پیش از رسیدن سپاه صلیبیون از شهر تبعید شده بودند. "نخستین و دومین جنگ صلیبی از  تاریخ‌نگار ناشناس اهل سوریه." Trans. A.S. Tritton. Journal of the Royal Asiatic Society, 1933, p. 73. این امر برای جلوگیری از همکاری آن‌ها با صلیبیون صورت گرفت.